# Emil Klein
Emil Klein (Roman, 5 maggio 1955 – Reggio Emilia, 29 aprile 2004) è stato un violoncellista e direttore d'orchestra rumeno.

## Biografia
A soli quattro anni comincia lo studio del violoncello sotto la guida del padre. Segue il Liceo di musica di Iași (Romania) ed inizia il Conservatorio "Ciprian Porumbescu" di Bucarest. Nel 1978 si stabilisce in Germania, ad Amburgo dove finisce gli studi, diplomandosi con il massimo dei voti con il maestro David Geringas di cui diventa assistente dal 1985 al 1988. Suonano insieme nel "Geringas Baryton Trio". È stato componente del trio "Lipatti" e del quartetto "Sonare" a Francoforte. Premio della critica per aver inciso l'opera omnia di Ernst Křenek per quartetto. La carriera solistica lo porta a suonare con le più prestigiose orchestre sinfoniche (Berlino, Vienna, Londra, Filadelfia, Gran Canarie, Magdeburgo, Bucarest, ecc.), in Europa, Stati Uniti, Canada, Giappone, Australia, Africa, nelle più famose sale di concerto del mondo. Partecipa per diversi anni (dal 1993 al 1996) come Docente di Violoncello e Musica da Camera ai corsi dell'Accademia Internazionale Estiva di Cervo.
Nel 1995 fonda ad Amburgo l'orchestra da camera "Hamburger Solisten", che porta in tutto il mondo, in veste di direttore e solista. L'orchestra funziona tuttora, sotto la guida del violoncellista Boris Matchin. Incide oltre ottanta CD con un repertorio molto vasto, da Bach, Vivaldi, Mozart, Donizetti, Luigi Boccherini, a Paul Hindemith e Ernst Křenek. Premio della critica in Germania per l'incisione "Vivaldi - Le Quattro Stagioni".
Una grave malattia lo colpisce nel 1998 e malgrado i vari interventi chirurgici continua la serie di concerti. L'ultimo, a Brescia l'11 marzo 2004 con l'impegnativo Concerto per violoncello di Friedrich Gulda.
Muore dopo un mese, il 29 aprile 2004, dopo una brillante carriera, a soli 49 anni, a Reggio Emilia. È tumulato in un colombario, nel cimitero di Fogliano.